# Рочевгрезд
Рочевгрезд (коми Рочев) — деревня в Сысольском районе Республики Коми России. Входит в состав сельского поселения Визинга.

## География
Деревня находится в юго-западной части Республики Коми, в пределах Вычегодско-Мезенской равнины, на правом берегу реки Эзыньшор, на расстоянии примерно 1 км (по прямой) к западу от села Визинга, административного центра района.
Климат
Климат характеризуется как умеренно континентальный, с продолжительной умеренно морозной многоснежной зимой и коротким прохладным летом. Среднегодовая температура воздуха составляет 0,6 °С. Средняя температура воздуха самого тёплого месяца (июля) составляет 16,7 °C; самого холодного (января) — −14,7 °C. Безморозный период длится в течение 191 дня. Среднегодовое количество атмосферных осадков составляет 536 мм.
Часовой пояс
Деревня Рочевгрезд, как и вся Республика Коми, находится в часовой зоне МСК (московское время). Смещение применяемого времени относительно UTC составляет +3:00.

## Население
| 2010 |
| ---- |
| 5    |

Гендерный состав
По данным Всероссийской переписи населения 2010 года, в гендерной структуре населения мужчины составляли 20 %, женщины — соответственно 80 %.
Национальный состав
Согласно результатам переписи 2002 года, в национальной структуре населения коми составляли 100 % из 7 чел.